# Извне (сериал)
«Извне́» (англ. From) — американский научно-фантастический телесериал в жанре ужасов, созданный Джоном Гриффином. Премьера сериала состоялась на Epix 20 февраля 2022 года. Сериал получил в целом положительные отзывы от критиков. В апреле 2022 года телесериал был продлён на второй сезон, премьера которого состоялась 23 апреля 2023 года. В июне 2023 года сериал был продлён на 3 сезон, премьера которого состоялась 22 сентября 2024 года. 4 сезон был анонсирован 21 ноября 2024 года, выход планируется в 2026 году; так же будет состоять из 10 серий.

## Сюжет
Затерянный в лесу городок берёт в плен каждого, кому не посчастливилось проехать по его пути — покинуть это место оказывается невозможно. Днём невольные жители пытаются выстроить подобие нормального быта и найти способ выбраться, а по ночам спасаются от пугающих монстров из леса, которые приходят чтобы насытиться кровью жителей.

## В ролях

### Основной состав
- Гарольд Перрино — Бойд Стивенс, шериф города и его фактический мэр. Ветеран войны в Ираке, он использует своё военное прошлое, чтобы поддерживать в Городе порядок и безопасность. Отец Элиса. Его жена Эбби погибла во время их пребывания в городе.
- Каталина Сандино Морено — Табита Мэттьюз, жена Джима, мать Джули и Итана, она вместе с семьёй оказывается в ловушке города. Она решает жить в городе со своим мужем и сыном. Табита до сих пор оплакивает недавнюю потерю своего младшего сына Томаса, умершего во младенчестве. Табита каким-то образом связана с таинственным городом.
  - Вивиан Крукс — Табита в детстве.
- Эйон Бэйли — Джим Мэттьюз, муж Табиты, отец Джули и Итана. Бывший инженер парка развлечений, он и его семья оказываются в ловушке города. Джим отчаянно защищает свою семью и полон решимости найти способ сбежать.
- Дэвид Алпей — Джейд Эррера, богатый разработчик программного обеспечения, который оказывается в ловушке города в тот же день, что и семья Мэттьюз. Несмотря на высокий уровень интеллекта, он высокомерен и резок по отношению к жителям поселения и не желает смириться с новыми условиями жизни. Джейд часто испытывает видения прошлого таинственного города.
- Элизабет Сондерс[англ.] — Донна Рейнс, лидер Колониального Дома, жители которой живут отдельно от города.
- Шон Маджамдер[англ.] — отец Руда Хатри (1 сезон, 2-3 сезоны — гость), католический священник, живущий в городе и служащий голосом разума.
- Скотт МакКорд[англ.] — Виктор Кавано, самый старый член Колонии, который в юности оказался в ловушке города. Он рисовал мелками важные события, которые происходили в прошлом.
  - Эли Арсено — Виктор в детстве.
- Рики Хе — Кенни Лью, заместитель шерифа, живущий в городе с престарелыми родителями. Тайно влюблён в Кристи Миллер.
- Хлоя Ван Ландшут — Кристи Миллер, местный доктор, которая живёт в городе.
- Пега Гафури — Фатима Хассан, невеста Элиса, которая живёт вместе с ним в Колонии.
- Кортеон Мур — Элис Стивенс, художник и сын шерифа Бойда Стивенса. У него напряжённые отношения с отцом, он живёт отдельно в Колонии вместе со своей невестой Фатимой, которая ждёт ребёнка.
- Ханна Черами — Джули Мэттьюз, дочь Табиты и Джима, старшая сестра Итана. Выбирает жить отдельно от родителей в Колонии, где заводит дружбу с Элисом и Фатимой. Постепенно ей приходится привыкнуть к новой реальности. Одна из троих, кого забрала музыкальная шкатулка.
- Саймон Вебстер — Итан Мэттьюз, сын Табиты и Джима, младший брат Джули. Попав в ужасный город Итан легче других адаптируется в нем. По началу он воспринимает происходящее, как квест, про которые он читал в своих любимых книжках.
- Эвери Конрад — Сара Майерс, работница закусочной, живёт в городе вместе со своим братом Нейтаном. Страдает от галлюцинаций, заставляющих её убивать других жителей города.
- Пол Зинно — Нейтан Майерс (1 сезон), брат Сары, живёт в городе, ухаживая за скотом.
- Элизабет Мой — Тянь-Чэн Лью , мать Кенни и жена Бин-Цяня, которая управляет закусочной в городе.
- Дебора Гровер[англ.] — Тилли (2-3 сезоны), пассажир автобуса из «Гранд-Рапидс». Беспечная пожилая женщина.
- Анджела Мур — Бакта (2 сезон- н.в.), водитель автобуса из «Гранд-Рапидс» .
- Кэлин Ом — Мариэль Синклер (2 сезон- н.в.), пассажир автобуса из «Гранд-Рапидс». Детская медсестра и невеста Кристи. Одна из троих, кого забрала музыкальная шкатулка.
- А.Дж. Симмонс — Рэндалл Киркленд (2 сезон- н.в.), пассажир автобуса из «Гранд-Рапидс». Вспыльчивый молодой человек, который быстро впадает в ярость. Один из троих, кого забрала музыкальная шкатулка.
- Нэйтан Д. Симмонс — Элджин Уильямс (2 сезон- н.в.), пассажир автобуса из «Гранд-Рапидс». Парень, которому приснился пророческий сон о городе.
- Роберт Джой — Генри Кавано (3 сезон), отец Виктора.
- Саманта Браун — Дэни Акоста (3 сезон), полицейская, которая прибывает в поселение с Табитой и Генри.

### Второстепенный состав
- Рейд Прайс — Том (1 сезон, 2-3 сезоны — гость), бармен, живущий в городе .
- Синтия Хименес-Гикс — Труди (1 сезон), жительница Колонии.
- Вокс Смит — мальчик в белом (1 сезон, 2-3 сезоны — гость).
- Катерина Баколиас — Клара, жительница Колонии.
- Клифф Сондерс — Дейл (1-2 сезоны, сезон 3 — гость), враждебно настроенный житель Колонии.
- Матиас Фенес — Матиас (2 сезон), охранник и помощник Донны в Колонии.
- Зак Фэй — Реджи (2 сезон), житель города.

### Гости
- Саймон Синн — Бин-Цянь Лью (1-2 сезоны), отец Кенни и муж Тянь-Чэн. Страдает деменцией. Был убит в ночь прибытия семьи Мэттьюз, Джейда и Тоби.
- Боб Манн — Фрэнк Пратт (1 сезон), житель города. Его жену и дочь убили монстры за ночь до прибытия семьи Мэттьюз, Джейда и Тоби.
- Колби Конрад — Тоби МакКрей , лучший друг Джейда с которым попадает в ловушку города. Был убит в первый день прибытия.
- Джессика Барри — Джина (1 сезон), медсестра. Была убита в ночь прибытия семьи Мэттьюз, Джейда и Тоби.
- Джейми Макгуайр — улыбающийся монстр.
- Кристофер Хейз — Кевин (1 сезон), житель Колонии, влюблённый в монстра по имени Жасмин.
- Молли Дансворт — Жасмин (1 сезон), девушка-монстр, в которую влюблён Кевин.
- Лиза Райдер — Эбби Стивенс (1-2 сезоны), погибшая жена Бойда и мать Элиса. Бывший морской пехотинец США. Страдала от сильных галлюцинаций.
- Роберт Верлак — Мартин (2-3 сезоны), пожилой мужчина, которого Бойд находит прикованным к стене.
- Шеймус Паттерсон — Брик (2 сезон), пассажир автобуса из «Гранд-Рапидс», который страдает клаустрофобией.
- Фиби Рекс — Келли (2 сезон), пассажир автобуса из «Гранд-Рапидс», которая пропала без вести вместе со своим парнем в первый день прибытия.
- Тарас Лесюк — Брайн (2 сезон), пассажир автобуса из «Гранд-Рапидс». Парень Келли.
- Том Пейн — Кристофер (2-3 сезоны), мужчина с фотографии, который видел аналогичные символы, как и Джейд.
- Сара Бут — Миранда Кавано (2-3 сезоны), мама Виктора.
- Элли Клуэтт — Элоиза Кавано (2 сезон), сестра Виктора.
- Шуоксин Фу — женщина в кимоно (2-3 сезоны), чудовищная, похожая на труп женщина, которая появляется в видениях Элджина.
- Тамара Фифилд — Никки (3 сезон), равнодушная жительница Колонии.

## Сезоны
| Сезон | Серии | Серии | Даты показа      | Даты показа     | Даты показа |
| Сезон | Серии | Серии | Первая серия     | Последняя серия | Канал       |
| ----- | ----- | ----- | ---------------- | --------------- | ----------- |
| 1     | 10    | 10    | 20 февраля 2022  | 10 апреля 2022  | Epix        |
| 2     | 10    | 10    | 23 апреля 2023   | 25 июня 2023    | MGM+        |
| 3     | 10    | 10    | 22 сентября 2024 | 24 ноября 2024  | MGM+        |

## Список эпизодов

### 1 сезон (2022)
| № общий | № в сезоне | Название                                                     | Режиссёр      | Автор сценария                       | Дата премьеры   |
| --- | ---------- | ------------------------------------------------------------ | ------------- | ------------------------------------ | --------------- |
| 1 | 1          | «Долгий день уходит в ночь» «Long Day's Journey Into Night»  | Джек Бендер   | Джон Гриффин                         | 20 февраля 2022 |
| Семья отправляется в путешествие по нескольким городам, но один небольшой и вроде бы ничем не примечательный городок вносит свои коррективы в их планы. Когда их фургон ломается посреди улицы, шериф Бойд Стивенс и другие жители пытаются спешно помочь им, чтобы успеть скрыться до захода солнца. |            |                                                              |               |                                      |                 |
| 2 | 2          | «Как обстоят дела» «The Way Things Are Now»                  | Джек Бендер   | Джон Гриффин                         | 20 февраля 2022 |
| В новом месте проживания Табита и Джули борются с новой кошмарной реальностью, а тем временем Джим, Бойд и Кристи изо всех сил пытаются как можно скорее вылечить травмы Итана. Угроза возникает в неожиданном месте и героям предстоит справиться с новой трагедией.                                 |            |                                                              |               |                                      |                 |
| 3 | 3          | «День выбора» «Choosing Day»                                 | Джек Бендер   | Джон Гриффин                         | 20 февраля 2022 |
| Семье во главе с Джимом придётся выбрать, к какому из двух поселений города присоединиться, а Джейду — смириться со своим положением. Тем временем Бойду предстоит разобраться с решением, которое повлияет на и без того беспокойную жизнь в городе.                                                 |            |                                                              |               |                                      |                 |
| 4 | 4          | «Камень и Волшебное дерево» «A Rock and a Farway»            | Джек Бендер   | Хавьер Грильо-Марксуа                | 27 февраля 2022 |
| Джули удаётся найти утешение с помощью новых друзей, в то время как Джим и Табита разбираются со своим браком. Итан отправляется в лес с Виктором, а отец Кхатри пытается убедить Бойда принять его роль лидера. Что будет делать Сара с очередным ужасающим наказанием?                              |            |                                                              |               |                                      |                 |
| 5 | 5          | «Силуэты» «Silhouettes»                                      | Брэд Тёрнер   | Вивиан Ли                            | 6 марта 2022    |
| Джим, Табита и Итан начинают интересоваться тем, где они находятся, в надежде, что это может привести их домой. Эллис и Фатима показывают Джули светлую сторону городской жизни. Тем временем Джейд изо всех сил пытается разобраться в их ситуации, пока Бойд находится в поисках хорошего совета.   |            |                                                              |               |                                      |                 |
| 6 | 6          | «74 книга» «Book 74»                                         | Брэд Тёрнер   | Джон Гриффин                         | 13 марта 2022   |
| План Бойда, который заключается в том, чтобы отправиться в лес, вызывает неожиданную реакцию Кенни. Джим поддерживает Джейда в его эксперименте, в то время как Табита делает пугающее открытие, которое отправит её на поиски новых ответов по уникальному пути.                                     |            |                                                              |               |                                      |                 |
| 7 | 7          | «Все хорошее» «All Good Things»                              | Дженнифер Ляо | Вивиан Ли и Джон Гриффин             | 20 марта 2022   |
| Пока Бойд сомневается в своём решении уйти, Кенни с готовностью принимает свою новую роль. У Джима появляется идея, и весь город сплачивается вокруг постройки радиомачты. В это время Фатима убеждает Эллиса помириться с отцом, пока не стало слишком поздно.                                       |            |                                                              |               |                                      |                 |
| 8 | 8          | «Разбитые окна, открытые двери» «Broken Windows, Open Doors» | Дженнифер Ляо | Хавьер Грильо-Марксуа и Джон Гриффин | 27 марта 2022   |
| Ночь была разрушительной и её последствия ужасны. Бойд страдает после смерти одного из жителей, который в своё время спас жизнь Бойду и его семье. Но он решает продолжить дело Отца Кхатри. Произошедшее сильно повлияло на психику героев, что может привести к несчастным случаям.                 |            |                                                              |               |                                      |                 |
| 9 | 9          | «В лесу» «Into the Woods»                                    | Джефф Ренфро  | Джон Гриффин                         | 3 апреля 2022   |
| В своих поисках Бойд вместе с Сарой продвигаются гораздо дальше и открывают такие места, куда ранее Бойд не доходил в одиночку. Их ждут новые и ужасающие тайны. Тем временем Кенни пытается поддержать Донну и узнаёт, что она не только оплакивает смерть — у неё есть и другие причины для печали. |            |                                                              |               |                                      |                 |
| 10 | 10         | «О, куда же мы отправимся» «Oh, the Places We'll Go»         | Джефф Ренфро  | Джон Гриффин                         | 10 апреля 2022  |
| Всему городу предстоит собраться ради того, чтобы заработала идея Джима. Результаты трудов над радиовышкой потрясают его до глубины души. Яма, которую копала Табита, приводит её к тому, чего она никак не могла ожидать. Появляется шанс, что все вот-вот изменится.                                |            |                                                              |               |                                      |                 |

### 2 сезон (2023)
| № общий | № в сезоне | Название                                            | Режиссёр          | Автор сценария                                                   | Дата премьеры  |
| --- | ---------- | --------------------------------------------------- | ----------------- | ---------------------------------------------------------------- | -------------- |
| 11 | 1          | «Чужаки в чужом краю» «Strangers in a Strange Land» | Джек Бендер       | Сюжет : Джон Гриффин & Джефф Пинкнер Телесценарий : Джон Гриффин | 23 апреля 2023 |
| Пока город остаётся без шерифа, Донне и Кенни придётся приложить немало усилий, чтобы не дать хаосу заполонить улицы. Вскоре на горизонте появляется автобус с пассажирами, которые ещё не подозревают о том, что их ждёт в этом населённом пункте. Тем временем Табита и Виктор отправляются в жуткое путешествие. |            |                                                     |                   |                                                                  |                |
| 12 | 2          | «Доброта чужих людей» «The Kindness of Strangers»   | Джек Бендер       | Сюжет : Джон Гриффин & Джефф Пинкнер Телесценарий : Джон Гриффин | 30 апреля 2023 |
| В городе наступает ночь со всеми ужасами, которая она несёт, и новые герои, приехавшие на автобусе, пытаются тут выжить. Джим и Том оказываются в плену разрушенного здания, в то время как Бойд старается никому не показывать симптомы своего недомогания.                                                        |            |                                                     |                   |                                                                  |                |
| 13 | 3          | «Предел» «Tether»                                   | Александра Ла Рош | Сюжет : Джон Гриффин & Джефф Пинкнер Телесценарий : Джон Гриффин | 7 мая 2023     |
| Шериф Бойд рассказывают сыну, что с ним произошло, но Эллис относится к этому с недоверием. Тем временем Фатима находится на грани нервного срыва, но, несмотря на это, они с Эллисом решают узаконить их отношения как можно скорее. На прогулке в лесу Эллиса и Кенни ждёт ужасная находка.                       |            |                                                     |                   |                                                                  |                |
| 14 | 4          | «Этот путь пройден» «This Way Gone»                 | Александра Ла Рош | Сюжет : Джон Гриффин & Джефф Пинкнер Телесценарий : Джон Гриффин | 14 мая 2023    |
| Кенни рассказывает Бойду о Саре, в то время как Табита отправляется на поиски Джима. Фатима предлагает Джули стать одной из подружек невесты на её свадьбе. Состояние Стивенса все больше вызывает тревогу. После обморока его осматривает Кристи и убеждает в том, что он нуждается в отдыхе.                      |            |                                                     |                   |                                                                  |                |
| 15 | 5          | «Колыбельная» «Lullaby»                             | Джек Бендер       | Джон Гриффин и Вивиан Ли                                         | 21 мая 2023    |
| Новость о возвращении Сары распространяется по всему городу, и к Бойду врываются возмущённые Табита и Джим. Тем временем Донна в ярости из-за того, что Бойд меняет свои же правила, а Итан не выходит из комнаты и объявляет о том, что хочет видеть Сару.                                                         |            |                                                     |                   |                                                                  |                |
| 16 | 6          | «Па-де-де» «Pas de Deux»                            | Джек Бендер       | Сюжет : Джон Гриффин & Джефф Пинкнер Телесценарий : Джон Гриффин | 28 мая 2023    |
| Сара хочет уйти из города в лес и сообщает об этом Бойду. Элджин рассказывает Стивенсу о своём сне, а Джейд злится на Виктора за то, что он не рассказал ему о том, что видел в тоннеле. Джим предлагает Рэндаллу следить за монстрами, в то время как Бойд и Кенни решают сжечь тело убитого чудовища.             |            |                                                     |                   |                                                                  |                |
| 17 | 7          | «Чрево зверя» «Belly of the Beast»                  | Брэд Тёрнер       | Сюжет : Джон Гриффин & Джефф Пинкнер Телесценарий : Джон Гриффин | 4 июня 2023    |
| Бойд, Кенни и Кристи обсуждают, что делать с телом убитого монстра. Кенни не хочет, чтобы Кристи занималась его вскрытием, в то время как Мэри снится ужасный сон. Кристи выясняет, что находится внутри чудовища, и понимает, что её план может не сработать.                                                      |            |                                                     |                   |                                                                  |                |
| 18 | 8          | «Не видеть лес за деревьями» «Forest for the Trees» | Брэд Тёрнер       | Джон Гриффин и Вивиан Ли                                         | 11 июня 2023   |
| 19 | 9          | «Волшебный огненный шар» «Ball of Magic Fire»       | Джек Бендер       | Сюжет : Джон Гриффин & Джефф Пинкнер Телесценарий : Джон Гриффин | 18 июня 2023   |
| 20 | 10         | «Однажды...» «Once Upon a Time?»                    | Джек Бендер       | Джон Гриффин и Джефф Пинкнер                                     | 25 июня 2023   |

### 3 сезон (2024)
| № общий | № в сезоне | Название                                              | Режиссёр          | Автор сценария                                                   | Дата премьеры    |
| ------- | ---------- | ----------------------------------------------------- | ----------------- | ---------------------------------------------------------------- | ---------------- |
| 21      | 1          | «Надлом» «Shatter»                                    | Джек Бендер       | Сюжет : Джон Гриффин &Джефф Пинкнер Телесценарий : Джон Гриффин  | 22 сентября 2024 |
| 22      | 2          | «Когда мы уйдём» «When We Go»                         | Джек Бендер       | Сюжет : Джон Гриффин & Джефф Пинкнер Телесценарий : Джон Гриффин | 29 сентября 2024 |
| 23      | 3          | «Мышеловка» «Mouse Trap»                              | Джек Бендер       | Бриджитт Хейлс                                                   | 6 октября 2024   |
| 24      | 4          | «Туда и обратно» «There and Back Again»               | Джек Бендер       | Кристен Лейден                                                   | 13 октября 2024  |
| 25      | 5          | «Свет дня» «The Light of Day»                         | Александра Ла Рош | Бриджитт Хейлс и Джон Гриффин                                    | 20 октября 2024  |
| 26      | 6          | «Рубцовая ткань» «Scar Tissue»                        | Александра Ла Рош | Кристен Лейден и Джон Гриффин                                    | 27 октября 2024  |
| 27      | 7          | «Такие хрупкие жизни» «These Fragile Lives»           | Брюс МакДональд   | Сюжет : Джон Гриффин & Джефф Пинкнер Телесценарий : Джон Гриффин | 3 ноября 2024    |
| 28      | 8          | «Порог» «Thresholds»                                  | Брюс МакДональд   | Сюжет : Джон Гриффин & Джефф Пинкнер Телесценарий : Джон Гриффин | 10 ноября 2024   |
| 29      | 9          | «Откровения: Глава первая» «Revelations: Chapter One» | Джек Бендер       | Сюжет : Джон Гриффин & Джефф Пинкнер Телесценарий : Джон Гриффин | 17 ноября 2024   |
| 30      | 10         | «Откровения: Глава вторая» «Revelations: Chapter Two» | Джек Бендер       | Сюжет : Джон Гриффин & Джефф Пинкнер Телесценарий : Джон Гриффин | 24 ноября 2024   |

## Отзывы и оценки
Первый сезон сериала вызвал смешанную реакцию критиков. Они отмечают игру актёров, но указывают на слишком медленное развитие сюжета. Несколько критиков разных изданий сравнивают также шерифа Бойда — главного героя в исполнении Гарольда Перрино, с исполненным им же за два десятилетия до этого Майклом Доусоном — одним из главных героев сериала «Остаться в живых», называя Бойда «возмужавшим Доусоном», а сам сериал представляя в качестве «сухопутной версии сериала „Остаться в живых“».

### Российские критики
- Иван Рябов. Что происходит во втором сезоне «Извне»: Кукла колдуна, подземные туннели и еще больше загадок без ответа // Комсомольская правда (6 мая 2023 г.)

### Награды и номинации
| Награда         | Дата церемонии  | Категория                        | Номинант (ы)    | Результат |        |
| --------------- | --------------- | -------------------------------- | --------------- | --------- | ------ |
| Премия «Сатурн» | 25 октября 2022 | Лучший актёр                     | Гарольд Перрино | Номинация | [ 13 ] |
| Премия «Сатурн» | 25 октября 2022 | Лучший телесериал в жанре хоррор | Извне           | Номинация | [ 13 ] |